# Bretelle

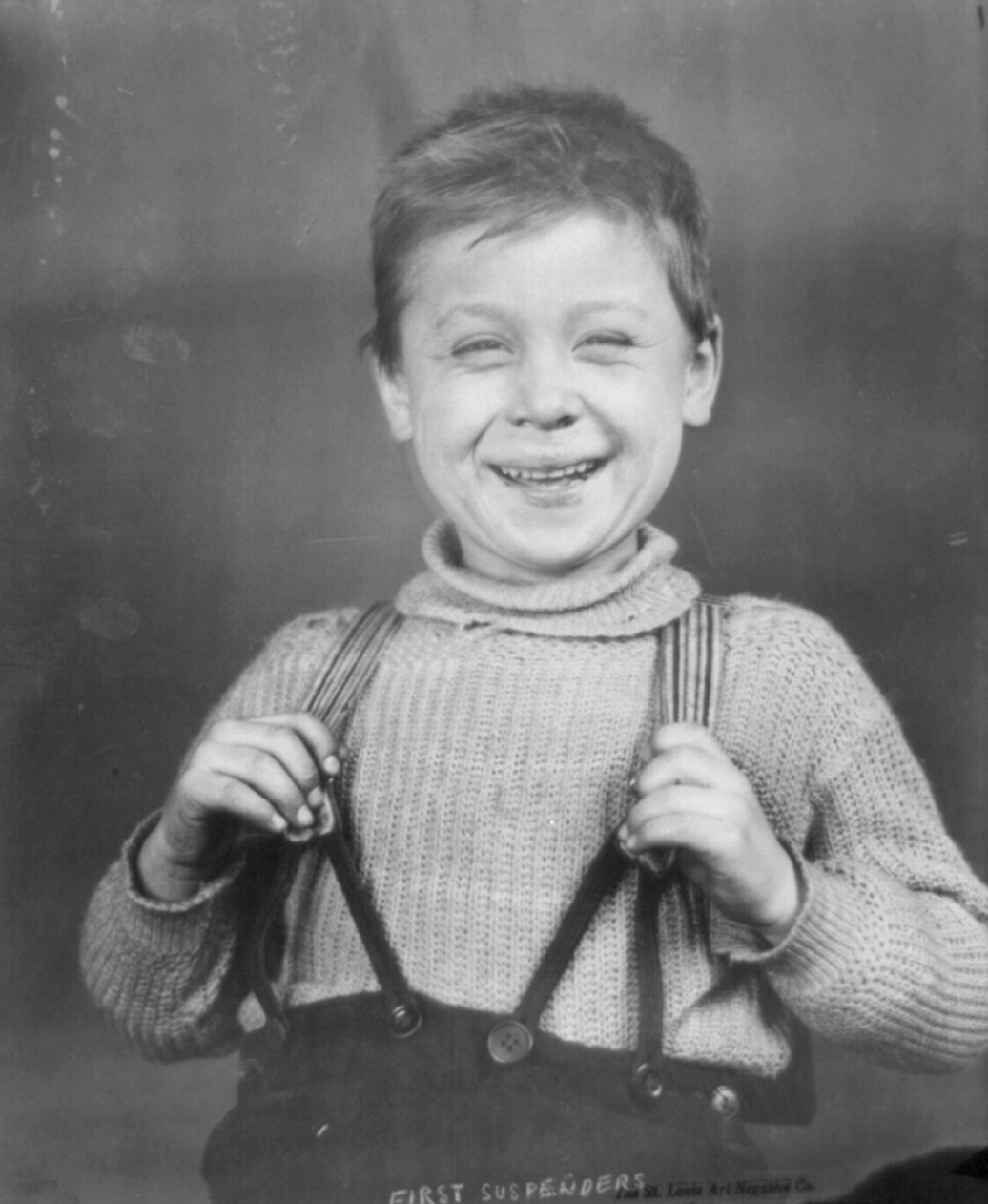
Uno dei primi esempi di bretelle

Le bretelle sono due fasce di tessuto o cuoio che sostengono i pantaloni, agganciandosi ad essi davanti e dietro e passando sopra le spalle dell'indossatore. Spesso le bretelle sono elasticizzate per permettersi di allungarsi ed adattarsi a qualsiasi tipo di corporatura. Tradizionalmente le bretelle sono parallele sul davanti e si intrecciano ad "X" dietro oppure si uniscono a forma di "Y". Esse si agganciano ai pantaloni tramite fibbie, bottoni o morsetti.

## Storia
Le bretelle, in varie forme e varianti, esistono da circa 300 anni. Compaiono per la prima volta durante la rivoluzione francese ed erano usate per sorreggere i pantaloni lunghi privi di bottoni. 
La bretella è la singola fascia di tessuto o cuoio che sostiene i pantaloni, agganciandosi. I modelli attuali sono stati inventati nel 1822 da Albert Thurston, e sono state adottate nella moda fra la seconda metà del XIX e l'inizio del XX secolo. La popolarità delle bretelle scemò durante la prima guerra mondiale, anche per via del fatto che gli uomini si abituarono alla cintura della divisa, e le bretelle rimasero confinate ad essere una specie di biancheria intima indossata al di sotto della camicia o della giacca, e comunque non mostrabile in pubblico. Le bretelle ritornarono in voga nel corso degli anni quaranta, anche se non sostituirono mai del tutto la popolarità della cintura.
In epoca contemporanea sono accostate all'abbigliamento del movimento casual e molto usate tra gli skinhead.